# 天願通信所
天願通信所（てんがんつうしんしょ、英語: Tengan Communication Site）は、かつて沖縄県具志川市（現在のうるま市）みどり町にあった米軍基地 (FAC6030)。1983年まで、沖縄・ベトナム・グアムなど極東とアメリカ本土をつなぐ米陸軍の戦略通信コマンド沖縄通信群の通信基地が置かれていた。1983年に全面返還され、それに伴って新しくうるま市みどり町が誕生、整備開発された。
米海軍の管理する軍港天願桟橋は実際には天願ではなく昆布にあり、みどり町から約3km離れた場所にある。

## 概要
北側でキャンプ・コートニーと陸軍貯油施設に隣接する。また東側にはキャンプ・マクトリアス、そして南側には平良川通信所があった。平良川通信所は1974年に返還された。

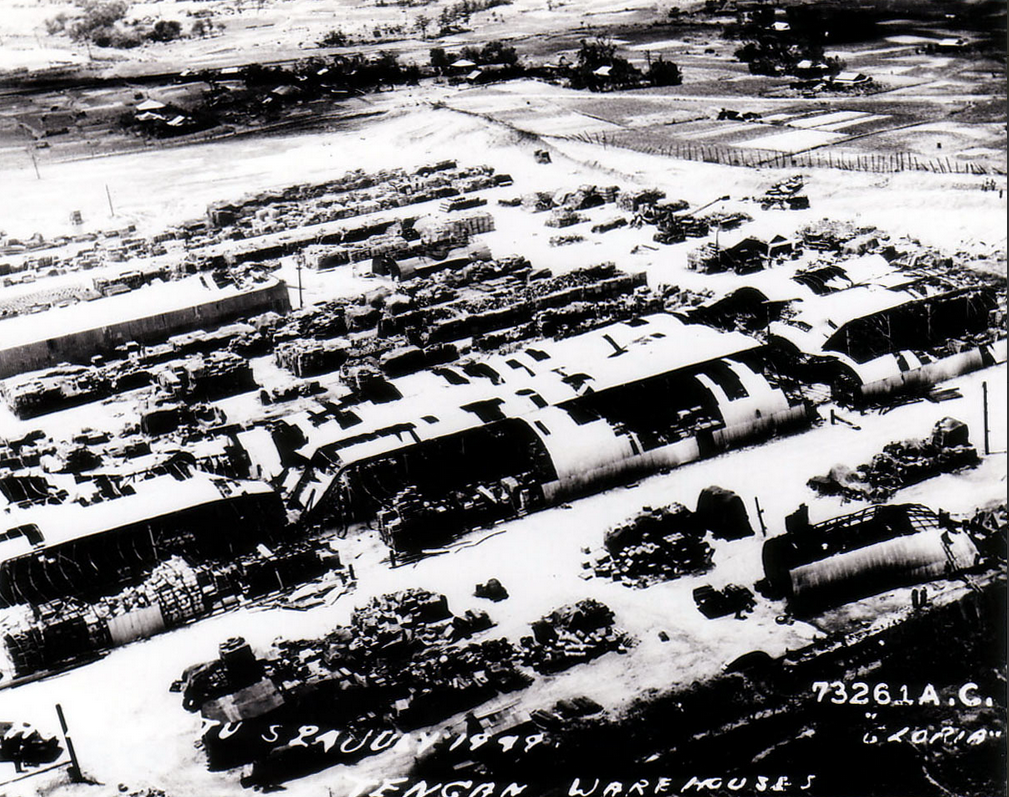
天願倉庫 (Tengan Warehouse) 1949年

所在地：具志川市 安慶名・天願、赤野、田場
面積：約971,300m2

## 歴史

### 天願通信所
この一帯は、平野部の平坦な優良農地が広がった場所であった。1945年の沖縄戦で米軍によって占領され、物資集積所として使用が開始される。その後、1961年に陸軍の通信所が配置された。
- 1945年: 陸軍基地として接収、物資集積所として使用
- 1961年: 戦略通信コマンド沖縄通信群の通信基地となる
- 1973年: 9月15日 946m2 返還
- 1983年: 6月30日 28,000m2 返還
- 1991年: 天願土地区画整理事業が完了[2]

戦後、安慶名地区は天願通信所 (現在のみどり町) とその他多くの具志川地域の米軍基地によって農地と家屋を奪われた住民で混雑密集し、生活にも困難を極めた。やがて安慶名地区には人口の増加に伴って商店街が形成され、旧具志川市の中心市街地として発展した。

### 返還とみどり町の誕生
1983年に天願通信所の土地が全面返還され、それにともなって天願土地区画整理事業がおこなわれた。基地返還後は、新たに「みどり町」として生まれ変わり、うるま市役所をはじめとする公共施設や、うるま市立天願小学校、沖縄県立具志川商業高校学校、住宅地、郊外型店舗などが建設され発展した。人々の生活を圧迫し続けた広大な天願通信所の記憶を刻むモニュメントは少ない。1991年、天願土地区画整理事業の完了を記念し、基地跡地の中央部の「のびのび公園」に「みどり町竣工記念碑」が建てられた。新興住宅街と大型店舗の導入は返還による大きな経済効果の一例となっている。

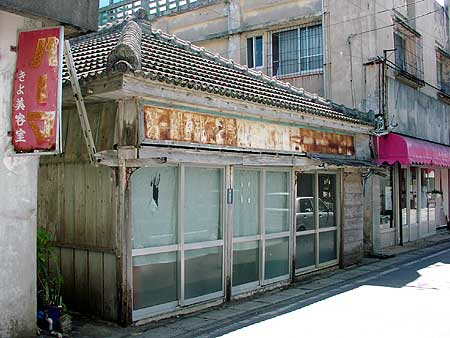
安慶名「第一相互銀行安慶名出張所」と英語の表記が続く。

### 安慶名地区
一方、安慶名地区 (約57ha) では、戦後の基地の土地接収にともなう混乱期のなかで土地を奪われた人が密集し町が形成されたため、都市整備と開発の面で難渋を強いられ、住環境の悪化も問題となったため、80年代になって空洞化が進んだ。うるま市は2003年度から安慶名地区土地区画整理事業・住宅改良事業を継続している。
苦境の時代をのりこえ、人々の生活と町の繁栄を支えた安慶名地区にはベニヤ通り、瑞慶覧通り、アメリカ屋通りなど多くの商店街があった。ベニヤ通りは「紅屋」という旅館の名前からきており、当時の繁栄の面影を残す。市場の懐かしい街並みを残しながら、いかに市場とコミュニティーが活性化できるか、商店街と住民との模索が続いている。
| 「 | 買う人たちは、天願とか、西原、勝連からも来たね。与那城、屋慶名からも来たね。平安座とかの離島からも来たね。平安座は、今は陸続きになっているけど、昔は、船で来るもんだから、一杯買いに来るんです。お肉とか洋服とか、買いに。向こうは、野菜はあるからね。今ごろの旧正月の前には、本当に一杯の人が来たね。昔はね、旧正だから。晴れ着を買う人もいれば、肉を一杯買う人もいたさ。魚とかも、お正月用に買う人で一杯さ。そして、 トラックに乗せて、部落に持って帰る人もいたさ。 | 」 |
| —嘉納英明「子どものまちづくり実践～商店街(安慶名市場)の活性化を考える～」(2001) から住民の証言 p. 95. | |    |

## 参照
沖縄の米軍基地